# 3694-es busz
A 3694-es jelzésű autóbuszvonal helyközi autóbuszjárat Gyöngyös és Visonta között, melyet a Volánbusz Zrt. lát el.

## Közlekedése
Munkanapokon három járatpár, szabad-és munkaszüneti napokon Gyöngyös felé egy járat szállítja az utasokat. Útvonalának hossza 13,9 - 18,9 km. Menetideje Visonta felé 25 – 30 perc, Gyöngyös felé felé 30 perc.
Emellett naponta egy járat közlekedik MVM Mátra Energia Zrt – Abasár, községháza és Abasár, községháza – Visonta, Bánya irodaház között. Útvonalának hossza Abasár felé 7,1 km, menetideje 18 perc, Visonta felé 5,8 km, menetideje 16 perc.

## Megállóhelyei
| 3694 (Gyöngyös – Abasár – MVM Mátra Energia Zrt.) | 3694 (Gyöngyös – Abasár – MVM Mátra Energia Zrt.) | 3694 (Gyöngyös – Abasár – MVM Mátra Energia Zrt.) | 3694 (Gyöngyös – Abasár – MVM Mátra Energia Zrt.) | 3694 (Gyöngyös – Abasár – MVM Mátra Energia Zrt.) | 3694 (Gyöngyös – Abasár – MVM Mátra Energia Zrt.) | 3694 (Gyöngyös – Abasár – MVM Mátra Energia Zrt.) | 3694 (Gyöngyös – Abasár – MVM Mátra Energia Zrt.) |
| Sorszám (↓)                                       | Sorszám (↓)                                       | Sorszám (↓)                                       | Megállóhely                                       | Sorszám (↑)                                       | Sorszám (↑)                                       | Sorszám (↑)                                       | Átszállási kapcsolatok |
| ------------------------------------------------- | ------------------------------------------------- | ------------------------------------------------- | ------------------------------------------------- | ------------------------------------------------- | ------------------------------------------------- | ------------------------------------------------- | --- |
| 0                                                 | 0                                                 |                                                   | Gyöngyös, autóbusz-állomás végállomás             | 17                                                | 14                                                |                                                   | 1A 411, 413, 415 1040, 1044, 1045, 1046, 1049, 1050, 1054, 1066, 1068, 1069, 1301, 1305, 1308, 1348, 1402, 1427, 1469, 1515 3445, 3448, 3471, 3492, 3602, 3604, 3612, 3650, 3651, 3652, 3655, 3656, 3660, 3661, 3662, 3663, 3664, 3665, 3666, 3670, 3671, 3673, 3675, 3676, 3677, 3678, 3680, 3681, 3685, 3688, 3691, 3693, 3696, 3697, 3698, 3699, 4602, 4653       |
| 1                                                 | 1                                                 |                                                   | Gyöngyös, Mátrai úti ABC                          | 16                                                | 13                                                |                                                   | 1, 1A 3471, 3492, 3651, 3655, 3656, 3662, 3664, 3696, 3699 |
| 2                                                 | 2                                                 |                                                   | Gyöngyös, Őrálló utca 78.                         | 15                                                | 12                                                |                                                   | 1, 1A 3651, 3696, 3699 |
| 3                                                 | 3                                                 |                                                   | Gyöngyös, Őrálló utca 46.                         |                                                   | ∫                                                 |                                                   | 1, 1A 3696, 3699 |
| ∫                                                 | ∫                                                 |                                                   | Gyöngyös, Őrálló utca 37.                         | 14                                                | 11                                                |                                                   | 3699 |
| 4                                                 | 4                                                 |                                                   | Gyöngyös, Petőfi utca 95.                         | 13                                                | 10                                                |                                                   | 1, 1A 3650, 3661, 3691, 3696, 3699 |
| 5                                                 | 5                                                 |                                                   | Gyöngyös, Petőfi utca 65.                         | 12                                                | 9                                                 |                                                   | 3650, 3661, 3691, 3696, 3697, 3699 |
| 6                                                 | 6                                                 |                                                   | Gyöngyös, Szent Bertalan templom                  | 11                                                | 8                                                 |                                                   | 1, 1A 1305, 1308 3603, 3608, 3610, 3650, 3652, 3661, 3677, 3678, 3680, 3681, 3691, 3697, 3698, 3699 |
| 7                                                 | 7                                                 |                                                   | Gyöngyös, Kossuth Lajos út 12.                    | 10                                                | 7                                                 |                                                   | 1, 1A 3650, 3652, 3661, 3691 |
| ∫                                                 | ∫                                                 |                                                   | Gyöngyös, vasútállomás                            | ∫                                                 | 6                                                 |                                                   | 1A 1305 3492, 3655, 3656, 3680, 3699 személyvonat, Mátra InterRégió |
| 9                                                 | 9                                                 |                                                   | Gyöngyös, autóbusz-állomás                        | 9                                                 | ∫                                                 |                                                   | 1A 411, 413, 415 1040, 1044, 1045, 1046, 1049, 1050, 1054, 1066, 1068, 1069, 1301, 1305, 1308, 1348, 1402, 1427, 1469, 1515 3445, 3448, 3471, 3492, 3602, 3604, 3610, 3612, 3650, 3651, 3652, 3655, 3656, 3660, 3661, 3662, 3663, 3664, 3665, 3666, 3670, 3671, 3673, 3675, 3676, 3677, 3678, 3680, 3681, 3685, 3688, 3691, 3693, 3696, 3697, 3698, 3699, 4602, 4653 |
| 10                                                | 10                                                |                                                   | Gyöngyös, Mérges utca 6.                          | 8                                                 | ∫                                                 |                                                   | 3650, 3651, 3652, 3688 |
| ∫                                                 | ∫                                                 |                                                   | Gyöngyös, Mérges utca 44.                         | 7                                                 | ∫                                                 |                                                   | 3445, 3650, 3652, 3660, 3662, 3664, 3665, 3666, 3685, 3688 |
| 11                                                | 11                                                |                                                   | Gyöngyös, MEZŐGÉP                                 | 6                                                 | ∫                                                 |                                                   | 3445, 3448, 3660, 3662, 3663, 3664, 3665, 3693, 3696 |
| 12                                                | ∫                                                 |                                                   | Abasár, Béke tér                                  | ∫                                                 | ∫                                                 |                                                   | 3660, 3662, 3664 |
| 13                                                | ∫                                                 | 0                                                 | Abasár, községháza végállomás                     | 5                                                 | 5                                                 | 5                                                 | 1049 3650, 3660, 3662, 3664, 3699 |
| 14                                                | ∫                                                 | 1                                                 | Abasár, posta                                     | 4                                                 | 4                                                 | 4                                                 | 1049 3650, 3660, 3661, 3662, 3664, 3699 |
| 15                                                | ∫                                                 | 2                                                 | Abasár, Tiszti Lakótelep                          | 3                                                 | 3                                                 | 3                                                 | 1049 3660, 3661, 3662, 3691, 3697, 3699 |
| 16                                                | 12                                                | 3                                                 | Visonta, Bánya irodaház végállomás                | 2                                                 | 2                                                 | 2                                                 | 3602, 3683, 3684, 3691, 3692, 3693, 3695, 3696, 3697, 3698, 3699 |
| 17                                                | 13                                                |                                                   | MVM Mátra Energia Zrt. oktatási központ           | 1                                                 | 1                                                 | 1                                                 | 3602, 3683, 3684, 3691, 3692, 3693, 3695, 3696, 3697 |
| 18                                                | 14                                                |                                                   | MVM Mátra Energia Zrt. végállomás                 | 0                                                 | 0                                                 | 0                                                 | 3602, 3683, 3684, 3691, 3692, 3693, 3695, 3696, 3697, 3699 |